# Долорес О’Риърдън
Долорес Мери Айлийн О’Риърдън Бъртън (на ирландски: Dolores Ní Ríordáin; на английски: Dolores Mary Eileen O’Riordan Burton) е ирландска певица, композитор и текстописец, вокал на групата Кранберис.

## Кратка биография

### Ранни години
Родена е в небогатото фермерско католическо семейство на Терънс О`Риърдън и Айлийн Грийнсмит в Лимерик, Република Ирландия.
Най-малкото от седем деца, в детството си пее в църковен хор. От петгодишна възраст свири на пиано и флейта, на 17 години започва да свири на китара и мандолина. Владее 4 езика (английски, галски, френски и италиански).

### Кариера
През 1990 г. се присъединява към групата „The Cranberry Saw Us“, която по-късно е преименувана в „Кранберис“. Долорес става вокалистка и „лице на групата“. Нейният уникален глас и композиторски талант извеждат групата на върха на музикалните класации и им носят огромна слава по цял свят.
Участва в записите на песни на такива групи и изпълнители, като „Moose“ (1992), „A touch Of Oliver“ (1993), „Jah Wobble-The Sun Does Rise“ (1994). През 1995 г. взима участие в концерта на Лучано Павароти, пеейки в дует с него „Аве Мария“ (като със своето пеене предизвиква сълзи в очите на публиката, включително и на Принцеса Даяна, която седи на първи ред).
В края на 1999 г. Долорес взима участие в записа на песента „It`s Only Rock`n`Roll“, съвместно с много супер звезди, като Ани Ленъкс, Натали Имбрулия, Ози Озбърн, Скин, Spice Girls и др. Приходите от продажбите на сингъла отиват за благотворителност.
3 пъти участва в коледните концерти, организирани от Папа Йоан Павел II, който нарича Долорес своя любима певица.

### Солова кариера
В началото на 2003 г. „Кранберис“ обявяват творческа пауза и Долорес започва солова кариера. Тя записва песните Ave Maria за саундтрака на филма „Страстите Христови“ (2004), Mirror Lover (2004) за албума на немския електронен проект Jam & Spoon и песента Pure Love (2004), в която пее в дует с известния италиански певец Дзукеро. В същото време продължава да пише песни за солов албум, който съдържа песни като „Black Widow“, „Stay With Me“, „Apple Of My Eye“, „Loser“, „When We Were Young“, „In The Garden“ и др.
На 7 май 2007 г. излиза дебютният ѝ албум „Are You Listening?“.
За 4 години Долорес написва 32 песни, 12 от които влизат в албума. В записа на албума взимат участие музиканти като: Стийв дъ Марши (китара, който в продължение на 7 години е концертен китарист и беквокал на The Cranberries, Марко Мендоса (бас китара), Греъм Хопкинс (ударни), Дани де Марши, (клавишни).